# Gerbilliscus afer
Gerbilliscus afer is een zoogdier uit de familie van de Muridae. De wetenschappelijke naam van de soort werd voor het eerst geldig gepubliceerd door Gray in 1830.

## Voorkomen
De soort komt voor in Zuid-Afrika.